# Nati nel 1741
| Questa pagina contiene informazioni ricavate automaticamente dalle voci biografiche con l'ausilio del template Bio e di un bot. L'aggiornamento è periodico e automatico e ricostruisce completamente la pagina. Se manca una persona in questa lista, sei pregato di non aggiungerla, ma accertati piuttosto che la sua voce biografica contenga il template Bio e che i dati anagrafici siano correttamente compilati. Se il template Bio manca, inseriscilo tu stesso o, in alternativa, metti l'avviso {{tmp\|Bio}} che ne segnala la mancanza. Se i dati riportati sono sbagliati, correggi direttamente la voce biografica; le modifiche saranno visibili in questa lista entro pochi giorni. Per chiarimenti vedi il progetto biografie. La lista contiene solo le 148 persone che sono citate nell'enciclopedia e per le quali è stato implementato correttamente il template Bio. Pagina aggiornata al 10 giu 2025. |

## Gennaio(10)
- 10 gennaio - Elisabetta Carolina di Hannover, principessa inglese († 1759)
- 13 gennaio - Louis-Apollinaire de La Tour du Pin-Montauban, arcivescovo cattolico francese († 1807)
- 14 gennaio - Benedict Arnold, generale statunitense († 1801)
- 17 gennaio - Natal'ja Petrovna Golicyna, nobildonna russa († 1837)
- 19 gennaio - Giovanni Antonio Ranza, presbitero e patriota italiano († 1801)
- 19 gennaio - Scipione de' Ricci, vescovo cattolico italiano († 1810)
- 20 gennaio - Carl von Linné jr., naturalista svedese († 1783)
- 27 gennaio - Hester Lynch Piozzi, scrittrice e mecenate britannica († 1821)
- 29 gennaio - Marco Boncompagni Ludovisi Ottoboni, V duca di Fiano, nobile e militare italiano († 1818)
- 31 gennaio - Theodor Gottlieb von Hippel, scrittore tedesco († 1796)

## Febbraio(12)
- 4 febbraio - Aleksandr Romanovič Voroncov, politico, diplomatico e nobile russo († 1805)
- 7 febbraio - Johann Heinrich Füssli, letterato e pittore svizzero († 1825)
- 8 febbraio - André Grétry, compositore belga († 1813)
- 8 febbraio - Fëdor Grigor'evič Orlov, militare e politico russo († 1796)
- 10 febbraio - Angelo Petrozzani, avvocato e letterato italiano († 1814)
- 12 febbraio - Marc Antoine de Granet, avvocato e politico francese († 1827)
- 14 febbraio - Joseph Marie Servan de Gerbey, generale francese († 1808)
- 14 febbraio - Ernst Wilhelm Stibolt, ingegnere e militare danese († 1796)
- 15 febbraio - Jean-Nicolas Buache, geografo francese († 1825)
- 16 febbraio - Thomas Dundas, I barone Dundas, politico scozzese († 1820)
- 19 febbraio - Johann Gottlieb Stephanie, drammaturgo e librettista austriaco († 1800)
- 26 febbraio - Camille Charles Le Clerc de Fresne, militare e politico francese († 1797)

## Marzo(15)
- 2 marzo - James Stuart, generale britannico († 1815)
- 8 marzo - Paolo Pozzo, architetto italiano († 1803)
- 12 marzo - Giulio Cesare Gattoni, gesuita e fisico italiano († 1809)
- 13 marzo - Giuseppe II d'Asburgo-Lorena, imperatore († 1790)
- 16 marzo - Carlo Amoretti, naturalista, agronomo e traduttore italiano († 1816)
- 17 marzo - William Withering, botanico britannico († 1799)
- 18 marzo - Alexandre Kucharsky, pittore polacco († 1819)
- 19 marzo - Giuseppe Bartolomeo Menochio, vescovo cattolico italiano († 1823)
- 22 marzo - Antoine-François Callet, pittore francese († 1823)
- 23 marzo - Antonio Maria Sacconi, vescovo cattolico e missionario italiano († 1785)
- 24 marzo - Giacomo Trombara, architetto italiano († 1811)
- 25 marzo - Jean-Antoine Houdon, scultore francese († 1828)
- 26 marzo - Jean-Michel Moreau, pittore, incisore e disegnatore francese († 1814)
- 28 marzo - Johann Philipp von Cobenzl, politico e diplomatico austriaco († 1810)
- 30 marzo - Justin Bonaventure Morard de Galles, ammiraglio francese († 1809)

## Aprile(11)
- 4 aprile - John Wodehouse, I barone Wodehouse, nobile e politico inglese († 1834)
- 5 aprile - Jean-René de Verdun de La Crenne, militare e scienziato francese († 1805)
- 6 aprile - Sébastien-Roch Nicolas de Chamfort, scrittore e aforista francese († 1794)
- 11 aprile - Johann Heinrich Merck, scrittore e letterato tedesco († 1791)
- 14 aprile - Momozono, imperatore giapponese († 1762)
- 15 aprile - Charles-François Delacroix, politico e diplomatico francese († 1805)
- 15 aprile - Charles Willson Peale, pittore e orologiaio statunitense († 1827)
- 17 aprile - Johann Gottlieb Naumann, compositore tedesco († 1801)
- 25 aprile - Vincenzo Maria Morelli, arcivescovo cattolico italiano († 1812)
- 27 aprile - Alexandre Masson de Pezay, scrittore e militare francese († 1777)
- 29 aprile - Lorenzo Caleppi, cardinale e diplomatico italiano († 1817)

## Maggio(10)
- 5 maggio - Louis Bernard Coclers, pittore, incisore e illustratore fiammingo († 1817)
- 8 maggio - Bernardino Nocchi, pittore italiano († 1812)
- 9 maggio - Gregorio García de la Cuesta, generale spagnolo († 1811)
- 10 maggio - Francescantonio Grimaldi, giurista e filosofo italiano († 1784)
- 11 maggio - Saverio Granata, vescovo cattolico italiano († 1817)
- 14 maggio - Christian Schkuhr, botanico tedesco († 1811)
- 17 maggio - Barthélemy Faujas de Saint-Fond, geologo francese († 1819)
- 17 maggio - John Penn, politico statunitense († 1788)
- 21 maggio - Benedetto Piossasco di None, generale italiano († 1822)
- 23 maggio - Andrea Lucchesi, compositore e organista italiano († 1801)

## Giugno(8)
- 11 giugno - Joseph Warren, medico e patriota statunitense († 1775)
- 14 giugno - Antonio Foschini, architetto italiano († 1813)
- 19 giugno - Jacques de Maleville, giurista e politico francese († 1824)
- 21 giugno - Benedetto di Savoia, nobile italiano († 1808)
- 22 giugno - Luigi Tomasini, violinista e compositore italiano († 1808)
- 23 giugno - Richard Onslow, I baronetto, ammiraglio britannico († 1817)
- 26 giugno - John Langdon, politico statunitense († 1819)
- 30 giugno - Vincenzo Chiminello, astronomo italiano († 1815)

## Luglio(3)
- 7 luglio - Ambrogio Rosmini, pittore e architetto italiano († 1818)
- 13 luglio - Carl Hindenburg, matematico tedesco († 1808)
- 30 luglio - Carlo Antonio Lodovico Bellardi, medico, botanico e micologo italiano († 1826)

## Agosto(9)
- 6 agosto - John Wilson, matematico inglese († 1793)
- 20 agosto - Vincenzo Brenna, architetto e pittore svizzero († 1820)
- 20 agosto - Henry Herbert, I conte di Carnarvon, nobile e politico britannico († 1811)
- 23 agosto - Jean-François de La Pérouse, navigatore, geografo e esploratore francese († 1788)
- 24 agosto - Giacinta Orsini, nobile italiana († 1759)
- 25 agosto - Karl Friedrich Bahrdt, teologo e scrittore tedesco († 1792)
- 26 agosto - Chiara Spinucci, nobildonna italiana († 1792)
- 27 agosto - Joseph Reed, politico statunitense († 1785)
- 31 agosto - Jean-Paul-Égide Martini, compositore tedesco († 1816)

## Settembre(10)
- 2 settembre - Pietro Augustoni, architetto italiano († 1815)
- 6 settembre - David Rossi, pittore, decoratore e architetto italiano († 1827)
- 11 settembre - Johann Jakob Engel, scrittore tedesco († 1802)
- 11 settembre - Arthur Young, scrittore e saggista inglese († 1820)
- 22 settembre - Peter Simon Pallas, biologo, zoologo e botanico tedesco († 1811)
- 24 settembre - Francesco Puccinelli, scienziato italiano († 1809)
- 25 settembre - Václav Pichl, compositore e violinista ceco († 1805)
- 28 settembre - William Brodie, artigiano, politico e criminale scozzese († 1788)
- 30 settembre - Josse-François-Joseph Benaut, organista, clavicembalista e compositore belga († 1794)
- 30 settembre - François Simonet de Coulmier, abate, psicoterapeuta e politico francese († 1818)

## Ottobre(13)
- 2 ottobre - Augustin Barruel, gesuita, saggista e scrittore francese († 1820)
- 4 ottobre - Franciszek Karpiński, poeta polacco († 1825)
- 4 ottobre - Edmond Malone, scrittore e saggista irlandese († 1812)
- 7 ottobre - Innocenzo Maria Liruti, vescovo cattolico e teologo italiano († 1827)
- 8 ottobre - José Cadalso, scrittore e militare spagnolo († 1782)
- 10 ottobre - Carlo II di Meclemburgo-Strelitz, sovrano tedesco († 1816)
- 10 ottobre - Henri-Joseph Van Blarenberghe, pittore francese († 1826)
- 11 ottobre - James Barry, pittore irlandese († 1806)
- 18 ottobre - Pierre-Ambroise-François Choderlos de Laclos, scrittore, generale e inventore francese († 1803)
- 21 ottobre - Pierre Bertholon de Saint-Lazare, abate e fisico francese († 1800)
- 21 ottobre - Johann Jacob Hess, teologo svizzero († 1828)
- 28 ottobre - Johann August von Starck, presbitero, teologo e saggista tedesco († 1816)
- 30 ottobre - Angelika Kauffmann, pittrice svizzera († 1807)

## Novembre(11)
- 2 novembre - Joan Derk van der Capellen tot den Pol, politico olandese († 1781)
- 2 novembre - Pierre-Joseph-Georges Pigneau de Béhaine, vescovo cattolico, missionario e religioso francese († 1799)
- 9 novembre - Alessandro Verri, scrittore italiano († 1816)
- 11 novembre - Johann Kaspar Lavater, scrittore, filosofo e teologo svizzero († 1801)
- 13 novembre - Anton Joseph von Brentano-Cimaroli, generale italiano († 1793)
- 16 novembre - Angelo Mazza, poeta e letterato italiano († 1817)
- 18 novembre - Louis Joseph d'Albert d'Ailly, chimico e viaggiatore francese († 1792)
- 24 novembre - Peter Rainier, ammiraglio e politico britannico († 1808)
- 26 novembre - Alessandro Barca, teorico della musica e chimico italiano († 1814)
- 27 novembre - Jean-Pierre Duport, violoncellista e compositore francese († 1818)
- 29 novembre - Federico di Anhalt-Bernburg-Schaumburg-Hoym, principe tedesco († 1812)

## Dicembre(8)
- 5 dicembre - Francesco Nicola Bellosio, organaro italiano († 1820)
- 8 dicembre - Paul Dietrich Giseke, botanico e medico tedesco († 1796)
- 10 dicembre - Ireneo Affò, storico dell'arte, letterato e numismatico italiano († 1797)
- 10 dicembre - Aagje Deken, scrittrice olandese († 1804)
- 16 dicembre - Nathan Adler, rabbino e religioso tedesco († 1800)
- 18 dicembre - Maximilien Gardel, ballerino e coreografo francese († 1787)
- 25 dicembre - Federico Carlo di Wied-Neuwied, principe († 1809)
- 31 dicembre - Isabella di Borbone-Parma, nobile spagnola († 1763)

## Senza giorno specificato(28)
- António de São José de Castro, vescovo cattolico e monaco cristiano portoghese († 1814)
- Johann Wilhelm Archenholz, scrittore prussiano († 1813)
- Hans Rudolf von Bischoffwerder, diplomatico prussiano († 1803)
- Antonio Boccia, geografo, militare e storico italiano († 1807)
- Pietro Bonvicini, architetto svizzero († 1796)
- Carlo Canobbio, compositore e violinista italiano († 1822)
- Antonio Maria Capodistria, nobile, politico e diplomatico greco († 1819)
- Costantino Cedini, pittore italiano († 1811)
- Nicolò Chetta, scrittore e poeta italiano († 1803)
- Charles Clerke, esploratore britannico († 1779)
- Henry Cort, ingegnere britannico († 1800)
- George Dance, architetto inglese († 1825)
- Pierre-Étienne Falconet, pittore francese († 1791)
- Thomas Fitzsimons, politico statunitense († 1811)
- Giuseppe Flaiani, anatomista italiano († 1808)
- Alberto Fortis, letterato, naturalista e geologo italiano († 1803)
- Antonio Graziosi, tipografo e editore italiano († 1818)
- John Alexander Gresse, pittore, incisore e collezionista d'arte britannico († 1794)
- Ivan Vasilievič Gudovič, generale russo († 1820)
- Thomas Hickey, pittore e viaggiatore irlandese († 1824)
- Mathias Albrecht Lotter, incisore e cartografo tedesco († 1810)
- Marija Osipovna Zakrevskaja, nobildonna russa († 1800)
- Troiano Odazi, economista e patriota italiano († 1794)
- Francesco Paiola, chirurgo italiano († 1816)
- Phraya Phichai, generale siamese († 1782)
- Giacomo Rust, compositore italiano († 1786)
- Qaddur al-Alami, poeta e mistico marocchino († 1850)
- Guido Antonio Zanetti, numismatico italiano († 1791)